# Jutta Hipp with Zoot Sims
Jutta Hipp with Zoot Sims est un album de jazz enregistré en 1956 par la pianiste allemande Jutta Hipp, avec Zoot Sims, Jerry Lloyd, Ahmed Abdul-Malik et Ed Thigpen,.

## Historique

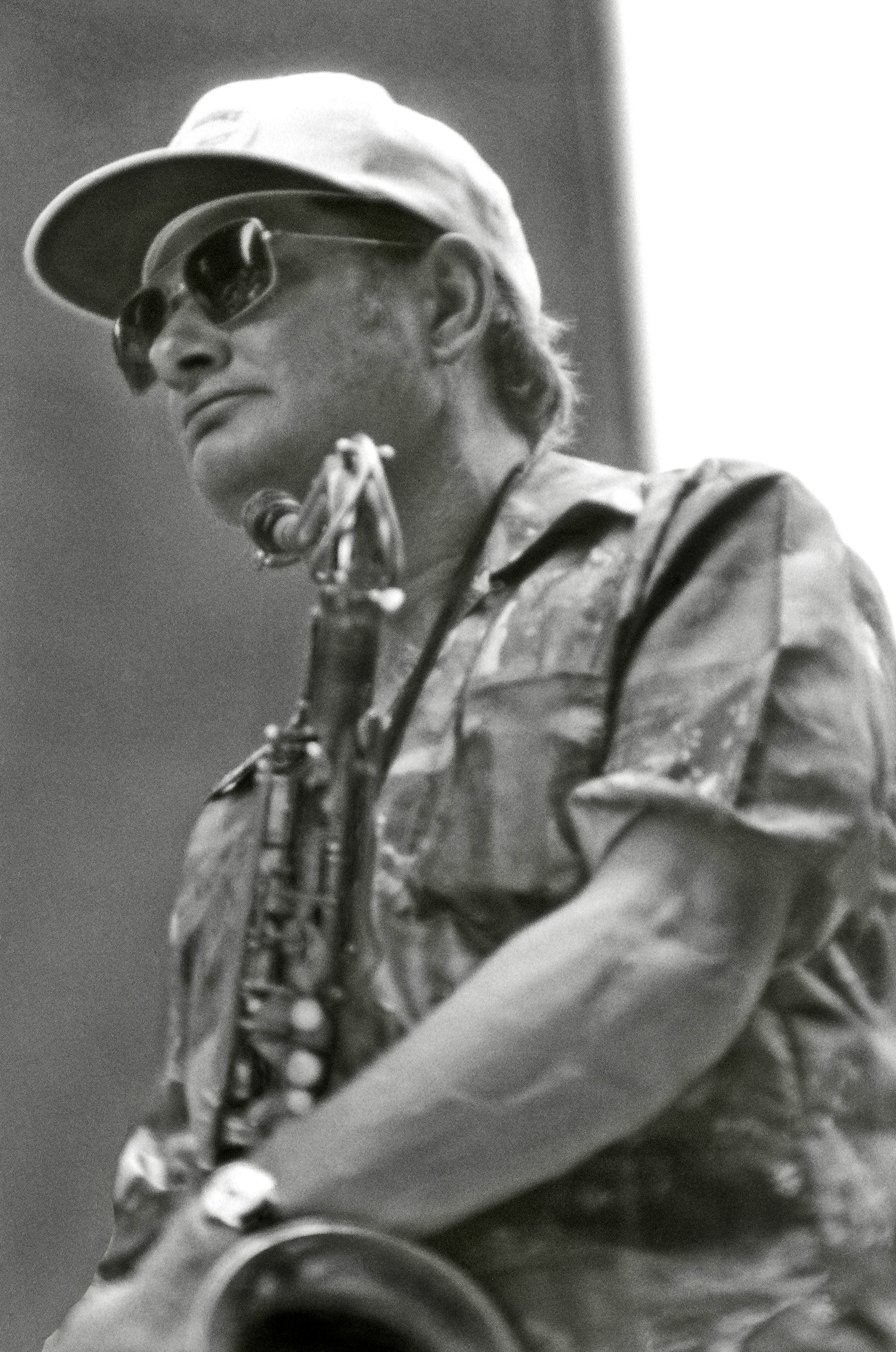
Zoot Sims en 1976.

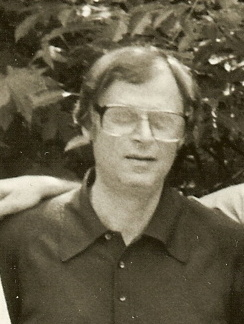
Rudy Van Gelder.

### Contexte
Jutta Hipp apprend le jazz durant la Seconde Guerre mondiale en écoutant des airs de jazz joués sur les stations de radio des Alliés, qui étaient interdites d'écoute. 
Après une carrière jazz en Allemagne de l'Ouest de 1946 à 1955,,, elle est découverte en 1954 par le critique musical de jazz et producteur de disques anglo-américain Leonard Feather, qui estime qu'elle est de classe mondiale et la convainc à la fin de l'année 1955 à immigrer aux États-Unis. 
Jutta Hipp s'installe à New York en novembre 1955 et Feather la fait engager en mars 1956 au club de jazz Hickory House de New York où elle joue pendant 6 mois,,.
Par l'intermédiaire de l'agence de Feather, trois disques sont publiés en 1956 sur le label Blue Note : Jutta Hipp With Zoot Sims et deux volumes de Jutta Hipp at the Hickory House,,,,.
Jutta Hipp devient la première musicienne de jazz européenne (et la deuxième musicienne blanche) à obtenir un contrat avec Blue Note,,.

### Enregistrement et production
L'album Jutta Hipp with Zoot Sims est produit par le fondateur du légendaire label de jazz Blue Note, Alfred Lion,, ou Alfred Loew de son vrai nom, un producteur né en Allemagne en 1908 qui voyagea aux États-Unis en 1930 et s'y établit en 1938 pour fuir l'Allemagne nazie,,.
Il est enregistré par Rudy Van Gelder le 28 juillet 1956 dans son studio à Hackensack (New Jersey),,,.
Rudy Van Gelder était un ingénieur du son spécialisé dans le jazz, considéré comme l'un des meilleurs ingénieurs de l'histoire de l'enregistrement, dont on estime qu'il a enregistré et mixé plus de 2 000 albums. Son studio connu durant les années 1950 sous le nom de « Van Gelder Studio, Hackensack, New Jersey » était en fait le living room de ses parents. Ce n'est qu'en 1959 qu'il ouvrira son vrai studio, connu sous le nom de « Van Gelder Studio, Englewood Cliffs, New Jersey ».
L'album Jutta Hipp with Zoot Sims a donc été enregistré dans le living room des parents de Rudy Van Gelder.

### Publication
L'album est publié en 1956 sous forme de disque vinyle long play (LP) sur le label Blue Note sous la référence Blue Note BLP 1530,,,.
La notice du LP original (original liner notes) est de la main de Leonard Feather,, un pianiste, compositeur et producteur de jazz d'origine britannique qui a longtemps été l'auteur le plus lu et le plus influent en matière de jazz.
La conception graphique de l'album est l'œuvre de Reid Miles,, un photographe et designer américain né en 1927 et recruté en 1955 par Francis Wolff pour Blue Note, pour lequel il réalisa des centaines de pochettes d'albums et développa « un langage graphique vraiment unique et caractéristique » en intégrant soit des photos de Wolff soit ses propres photos, en faisant de la monochromie un art et en jouant avec les typographies jusqu'à envahir de lettres les couvertures des albums,.

### Rééditions
L'album Jutta Hipp with Zoot Sims est réédité à plusieurs reprises en LP à partir de 1972 par les labels Blue Note, EMI-Capitol Music, Classic Records, EMI Music Japan, DOL et Toshiba EMI,.
À partir de 1995, il est publié en CD par les labels Blue Note, Toshiba EMI, Phantom Import Distribution et EMI Music Distribution,.
L'album est remastérisé en 2007 par Rudy Van Gelder lui-même, alors âgé de 83 ans.

## Accueil critique
Le site AllMusic attribue 4½ étoiles à l'album Jutta Hipp with Zoot Sims.
Le critique musical Scott Yanow d'AllMusic souligne que « Avec le grand ténor Zoot Sims (qui domine la musique), le trompettiste un peu hésitant Jerry Lloyd (qui est brièvement sorti de sa retraite), le bassiste Ahmed Abdul-Malik et le batteur Ed Thigpen, Hipp est excellente sur les morceaux originaux et sur des standards comme Violets for Your Furs, Almost Like Being in Love et Wee Dot de JJ Johnson. Cet enregistrement jadis rare vaut la peine d'être acquis par les collectionneurs de jazz. ». Yanow ajoute « Réédité en 1996 sur CD avec deux morceaux supplémentaires, la musique de Hipp est très agréable et swingante. ».
Pour Bob Rush, de la revue Cadence, le disque « met en vedette le saxophoniste ténor Zoot Sims, en tant que voix dominante. Hipp a de beaux solos tandis que le trompettiste Jerry Lloyd (qui est sorti brièvement de sa retraite) s'essouffle à cause de son manque de pratique ; le bassiste Ahmed Abdul-Malik et le batteur Ed Thigpen complètent le groupe. »
Pour René Zipperlen, du journal allemand Taz, son troisième album est le plus réussi : « Il la réunit avec Zoot Sims, le saxophoniste américain avec lequel elle avait déjà joué dans l'ancien monde - et qui domine l'album. Hipp se montre ici avec des rythmes plus puissants ».

## Liste des morceaux
Les titres 1 à 6 furent publiés sur l'album Blue Note originel :
| 1.    | Just Blues                | Zoot Sims                                          | 8:44 |
| 2.    | Violets for Your Furs     | Tom Adair / Matt Dennis                            | 6:10 |
| 3.    | Down Home                 | Jerry Lloyd                                        | 6:44 |
| 4.    | Almost Like Being in Love | Alan Jay Lerner / Frederick Loewe                  | 6:17 |
| 5.    | Wee-Dot                   | J.J. Johnson / L. Parker                           | 7:30 |
| 6.    | Too Close for Comfort     | Jerry Bock / Larry Holofcener / George David Weiss | 6:50 |
| 42:15 |                           |                                                    |      |

Deux morceaux furent ajoutés à partir de 1996 aux versions en CD :
- These Foolish Things (Harry Link - Holt Marvell - Jack Strachey)
- 'S Wonderful (George Gershwin - Ira Gerswhin)

## Musiciens
- Jutta Hipp : piano
- Zoot Sims : saxophone
- Jerry Lloyd : trompette
- Ahmed Abdul-Malik : contrebasse
- Ed Thigpen : batterie